# 各站停車
各站停車（日语：／ Kakueki teisha */?）指的是普通列車當中到目的地為止停靠所有車站的列車。也是鐵路公司的列車類別之一，一般簡稱「各停」。
在乘客資訊屏上的列車類別也顯示各站停車的公司有東日本旅客鐵道（JR東日本）、東急電鐵、西武鐵道、京王電鐵等。
在新幹線上，各站停車為「回聲」、「那須野」等列車，均在資訊屏上顯示為「各站停車」。
路線巴士（尤其高速巴士）在目的地以前停靠全部巴士站的車輛也稱為各站停車。
在中文语境下，类似的列车服务被称为“站站停”。